# Bahnhof Rijeka

Der Bahnhof Rijeka (kroatisch: Željeznički kolodvor Rijeka) liegt in unmittelbarer Nähe des Hafens von Rijeka (Fiume). Betreiber des 1873 eröffneten Bahnhofs sind die Kroatischen Eisenbahnen (HŽ).

## Geschichte
Infolge des Ungarisch-Kroatischen Ausgleichs von 1868 erhielt die Freie Stadt Fiume im Mai 1870 einen Sonderstatus im Staatsverband Kroatiens mit Ungarn, und der Ausbau des Hafens Rijeka als Haupthandelshafen für das Königreich Ungarn wurde in den Folgejahren weiter forciert. 1873 wurden die Bahnstrecken von Budapest über Zagreb und Karlovac sowie von Wien über Laibach und St. Peter in Krain nach Rijeka fertiggestellt und der Bahnhof eröffnet. 
1882 wurde in Rijeka eine der ersten Ölraffinerien Europas gegründet, und während der 1880er Jahre wurden Hafen und Bahnhof durch mehrere Lagerhäuser erweitert. Das heutige Empfangsgebäude des Bahnhofs entstand in den Jahren 1889 bis 1891 nach Plänen des Budapester Architekten Ferenc Pfaff, der insgesamt 14 Bahnhofsgebäude in den ungarischen Ländern baute. Das elegante, im Stil des Klassizismus errichtete Bauwerk besteht aus einem knapp 200 m langen eingeschossigen Arkadenbau, einer zweigeschossigen mittig angeordneten Empfangshalle sowie zwei seitlichen Kopfbauten. Das Empfangsgebäude steht heute wegen seines architektonischen Werts unter Baudenkmalschutz. 1899 erhielt Rijeka eine elektrische Straßenbahn, welche den Bahnhof und die einzelnen Stadtteile miteinander verband.
Nach dem Ersten Weltkrieg wurde die Stadt vom Königreich Italien annektiert und der Bahnhof wurde zu einem Grenzbahnhof im Besitz der Ferrovie dello Stato Italiane. Nach dem Zweiten Weltkrieg ging der Bahnhof an das Netzwerk der Jugoslawische Eisenbahnen (JŽ) und seit 1991 gehört der Bahnhof zum Netzwerk der Kroatischen Eisenbahnen (HŽ).

## Erinnerungskultur

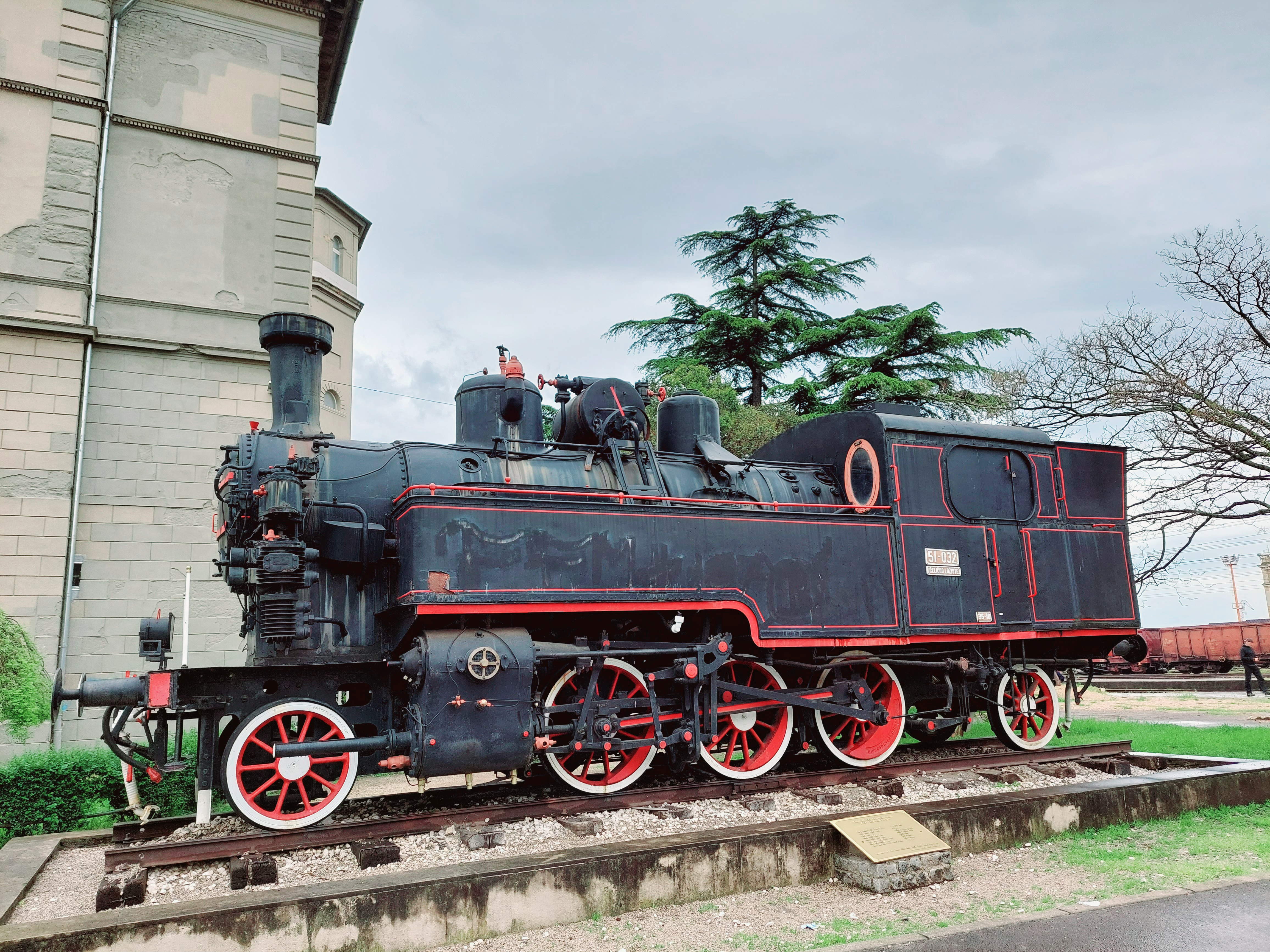

Vor dem Bahnhofsgebäude wurde die Dampflokomotive 51-036 als Denkmal aufgestellt.